# 24-Stunden-Rennen von Spa-Francorchamps 1931

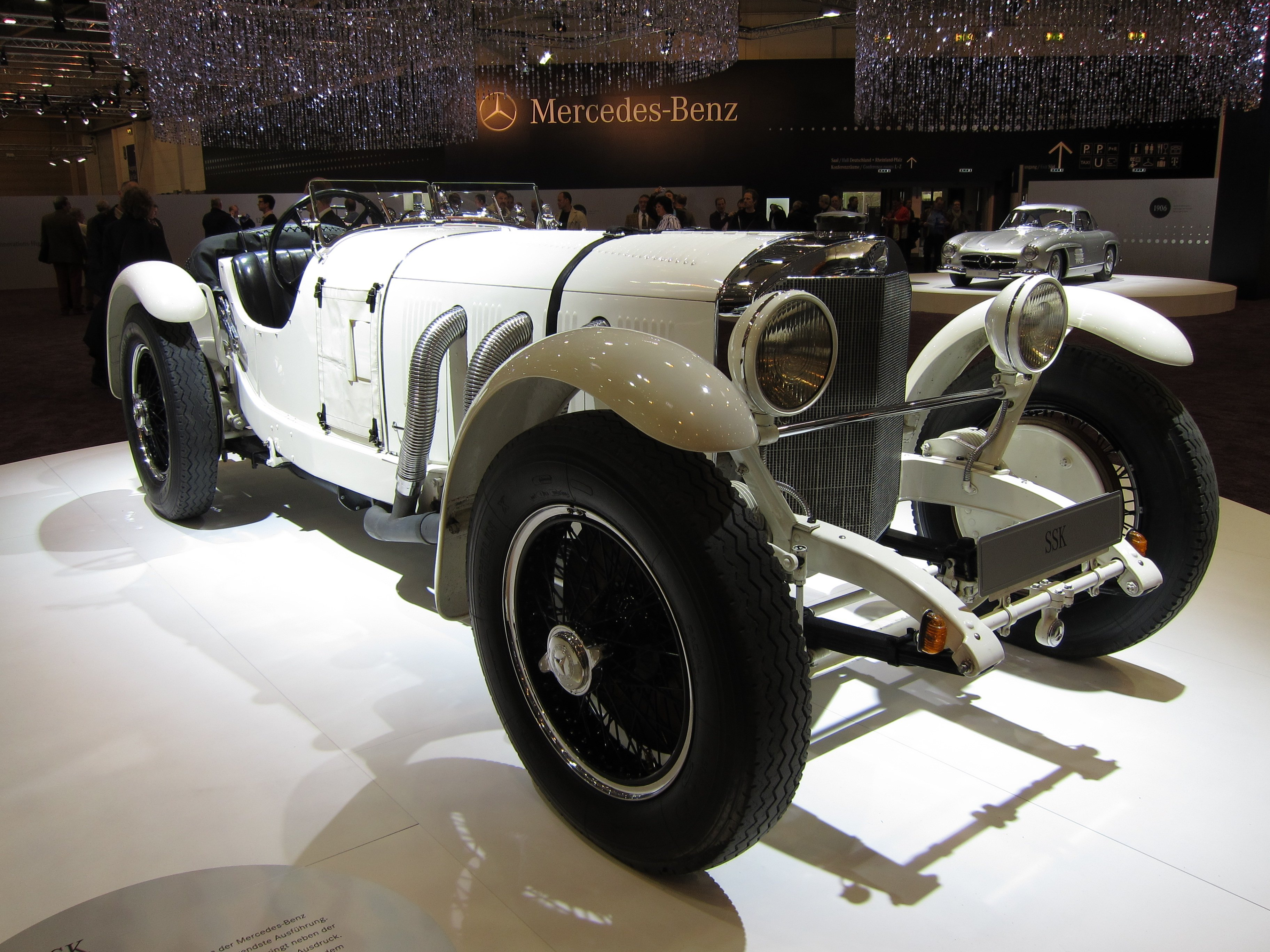
Mercedes-Benz SSK, Siegerwagenmodell von Goffredo Zehender und Dimitri Djordjadze

Das achte 24-Stunden-Rennen von Spa-Francorchamps, auch Belgian Touring Car Grand Prix, 24 heures de Spa, fand am 5. und 6. Juli 1931 auf dem Circuit de Spa-Francorchamps statt.

## Das Rennen
Am Abend vor dem Start zum 24-Stunden-Rennen 1931 fand in der Nähe der Boxenanlage, auf der Wiese in der Kurve vor La Source, eine kleine Feier statt, zu der neben den Funktionären des Veranstalters auch alle teilnehmenden Fahrer eingeladen waren. Dabei wurde zu Ehren des Mitgründers der Rennbahn von Spa Jules de Thier eine Statue mit dessen Gesicht enthüllt. 
1931 erwuchs den erfolgsverwöhnten Alfa-Romeo-Rennteams neue Konkurrenz durch zwei privat gemeldete Mercedes-Benz SSK. Die unter Konstruktionsleiter Ferdinand Porsche entwickelten Rennwagen mit 7-Liter-Sechszylinder-Motor und Roots-Gebläse galten als äußerst leistungsstarke Sportwagen. Beim 24-Stunden-Rennen von Le Mans 1930 lieferten sich Rudolf Caracciola und Christian Werner in ihrem SSK einen harten Kampf mit den Werks-Bentleys, ehe eine defekte Zündspule das Team zur Aufgabe zwang. Die in Spa gemeldeten Mercedes befanden sich im Besitz zweier Exil-Russen. Der Wagen mit der Nummer 2 gehörte Dimitri Djordjadze, Mitglied einer Georgischen Fürstenfamilie. Djordjadze war der zweite Ehemann von Audrey Emery, der Exfrau von Dmitri Pawlowitsch Romanow, einem der letzten Großfürsten des Hauses Romanow-Holstein-Gottorp. Sein Teamkollege war der Italiener Goffredo Zehender. Den zweiten SSK meldete der in Paris lebende Boris Iwanowski. Iwanowski war Offizier der Leibgarde von Zar Nikolaus II. und floh nach der Russischen Revolution nach Frankreich, wo er eine Karriere als Rennfahrer begann. Nach seinem Gesamtsieg 1928 (mit Attilio Marinoni im Alfa Romeo 6C 1500 SS) und dem zweiten Rang beim 24-Stunden-Rennen von Le Mans, vier Wochen vor dem Rennen in Spa, zählte er mit seinem Partner Henri Stoffel zum engsten Favoritenkreis. Tim Birkin fuhr den Alfa Romeo 8C 2800 LM, mit dem er und Eral Howe in Le Mans siegten. Da Howe verhindert war, startete Birkin in Spa mit dem von König Georg V. ausgezeichneten Kriegsteilnehmer und Rekordfahrer George Eyston. Die Klasseneinteilung in Sport (Sportwagen) und Dominant (Tourenwagen) führte zur verstärkten Teilnahme von hubraumkleinen Straßenfahrzeugen, darunter drei DKW Typ P-Zweitakter und ein Morris Minor.
Die beiden Mercedes-Benz und der Birkin/Eyston-Alfa Romeo dominierten das Rennen von Beginn an. In der Nacht fiel zuerst der Alfa Romeo mit einem Schaden an der Zündung aus, danach musste Henri Stoffel der Mercedes nach einem Achsbruch an den Boxen abstellen. Zehender und Djordjadze gewannen mit dem Vorsprung von fünf Runden auf den Alfa Romeo von Jean Pesato und Pierre Félix. Die vielen Rennunfälle – unteren anderem fuhr der Fahrer eines Delage D8 in der Kurve bei Stavelot mehrere Bäume nieder – blieben allesamt ohne Folgen für die jeweiligen Piloten.

## Ergebnisse

### Schlussklassement
| 1           | Sport + 2.0    | 2  | Dimitri Djordjadze   | Goffredo Zehender Dimitri Djordjadze  | Mercedes-Benz SSK       | 171 |
| 2           | Sport 2.0      | 5  | Jean Pesato          | Jean Pesato Pierre Félix              | Alfa Romeo 6C 1750 GS   | 166 |
| 3           | Dominant + 3.0 | 19 | Henri de Costier     | Raymond Sommer Jean Delemer           | Chrysler CD Eight       | 162 |
| 4           | Dominant 3.0   | 25 | Maurice Vasselle     | Maurice Vasselle Helaers              | Hotchkiss AM80          | 157 |
| 5           | Sport + 2.0    | 6  | Marcel Rouleau       | Marcel Rouleau Roger Rouleau          | Alfa Romeo RLTF         | 157 |
| 6           | Dominant + 3.0 | 16 | Max Thirion          | Max Thirion Fernard Delzaert          | Bugatti T49             | 157 |
| 7           | Dominant 2.0   | 29 |                      | Naden de Turage                       | Rally                   | 144 |
| 8           | Sport + 2.0    | 9  | Joseph Zigrand       | Joseph Zigrand Constant Knepper       | Bugatti 2.3             | 140 |
| 9           | Dominant 2.0   |    |                      | Alphonse Evrard Jean Trasenster       | Bugatti T37             | 133 |
| 10          | Dominant + 3.0 | 17 | Vladimir Narichkine  | Vladimir Narichkine Jacques Ledure    | Graham-Paige            | 129 |
| 11          | Sport + 2.0    | 8  | Joseph Reinartz      | Joseph Reinartz Ernest André          | Bugatti 2.3             | 129 |
| 12          | Dominant 2.0   | 32 | Automobiles Imperia  | Frédéric Théllusson Fauconnier        | Imperia                 | 128 |
| 13          | Sport 1.1      |    |                      | Charrier Arthur Duray                 | B.N.C.                  | 123 |
| 14          | Dominant 1.1   |    | Abel Blin d’Orimont  | Abel Blin d’Orimont Robert Goemans    | Morris Minor            | 119 |
| 15          | Dominant 1.1   |    |                      | Timmermens Roberfroid                 | DKW Typ P               | 102 |
| 16          | Dominant 1.1   | 43 | Émile Burie          | Émile Burie Vandersmissen             | DKW Typ P               | 100 |
| 17          | Dominant 1.1   |    |                      | Maurice Minsart d’Orban               | DKW Typ P               | 100 |
| Ausgefallen |                |    |                      |                                       |                         |     |
| 18          | Sport + 2.0    | 1  | Boris Iwanowski      | Boris Iwanowski Henri Stoffel         | Mercedes-Benz SSK       |     |
| 19          | Sport + 2.0    | 4  | Tim Birkin           | Tim Birkin George Eyston              | Alfa Romeo 8C 2300 LM   |     |
| 20          | Sport + 2.0    | 7  | Pierre Louis-Dreyfus | Pierre Louis-Dreyfus Antoine Schumann | Bugatti 2.3             |     |
| 21          | Dominant 1.1   | 30 |                      | Antoine Louis Antony                  | Rally                   |     |
| 22          | Dominant 1.1   | 39 |                      | Gallez E. Meyer                       | Tracta                  |     |
| 23          | Sport 2.0      |    |                      | Demoulin Gama                         | Chenard & Walcker Sport |     |
| 24          | Dominat 3.0    |    | Eddie Hertzberger    | Eddie Hertzberger Guillaume           | Lancia                  |     |
| 25          | Dominat 3.0    |    | Louis Eggen          | Louis Eggen Vanhove                   | DeSoto                  |     |
| 26          | Dominat 1.1    |    |                      | Billy Vasipol                         | Salmson                 |     |
| 27          | Dominat + 3.0  |    |                      | J. Nothomb Boby                       | DeSoto                  |     |
| 28          | Dominat + 3.0  |    |                      | Ogez Etourneau                        | Delage D8               |     |

### Nur in der Meldeliste
Hier finden sich Teams, Fahrer und Fahrzeuge, die ursprünglich für das Rennen gemeldet waren, aber aus den unterschiedlichsten Gründen daran nicht teilnahmen.
| Pos. | Klasse         | Nr. | Team              | Fahrer                | Chassis |
| ---- | -------------- | --- | ----------------- | --------------------- | ------- |
| 29   | Dominant + 3.0 |     |                   | Fretet Retz           | Delage  |
| 30   | Dominant 1.1   |     | Automobiles Rally | Emile Cuvelier Vilain | Rally   |
| 31   | Dominant + 3.0 |     |                   | Jacques Rock          | Delage  |
| 32   | Dominant 2.0   |     |                   | Pons Jacques          | Fiat    |
| 33   | Dominant 1.1   |     |                   | Jean Treunet Tourbier | B.N.C.  |

### Klassensieger
| Klasse         | Fahrer              | Fahrer             | Fahrzeug              | Platzierung im Gesamtklassement |
| -------------- | ------------------- | ------------------ | --------------------- | ------------------------------- |
| Sport + 2.0    | Goffredo Zehender   | Dimitri Djordjadze | Mercedes-Benz SSK     | Gesamtsieg                      |
| Sport 2.0      | Jean Pesato         | Pierre Félix       | Alfa Romeo 6C 1750 GS | Rang 2                          |
| Sport 1.1      | Charrier            | Arthur Duray       | B.N.C.                | Rang 13                         |
| Dominant + 3.0 | Raymond Sommer      | Jean Delemer       | Chrysler CD Eight     | Rang 3                          |
| Dominant 3.0   | Maurice Vasselle    | Helaers            | Hotchkiss AM80        | Rang 4                          |
| Dominant 2.0   | Naden               | de Turage          | Rally                 | Rang 7                          |
| Dominant 1.1   | Abel Blin d’Orimont | Robert Goemans     | Morris Minor          | Rang 14                         |

### Renndaten
- Gemeldet: 33
- Gestartet: 28
- Gewertet: 17
- Rennklassen: 7
- Zuschauer: unbekannt
- Wetter am Renntag: unbekannt
- Streckenlänge: 14,914 km
- Fahrzeit des Siegerteams: 24:00:00.000 Stunden
- Gesamtrunden des Siegerteams: 171
- Gesamtdistanz des Siegerteams: 2543,750 km
- Siegerschnitt: 105,990 km/h
- Pole Position: unbekannt
- Schnellste Rennrunde: George Eyston – Alfa Romeo 8C 2300 LM (#4)
- Rennserie: zählte zu keiner Rennserie